# 82-es főút
82-es főút (ungarisch für ‚Hauptstraße 82‘) ist eine ungarische Hauptstraße. Sie zweigt in Veszprém von der 8-as főút ab und führt in nordnordwestlicher Richtung über Zirc und Pannonhalma nach Győr (deutsch: Raab), wo sie an der 1-es főút endet. Südlich von Győr quert sie die Autobahn Autópálya M1.
Die Gesamtlänge der Straße beträgt rund 80 Kilometer.

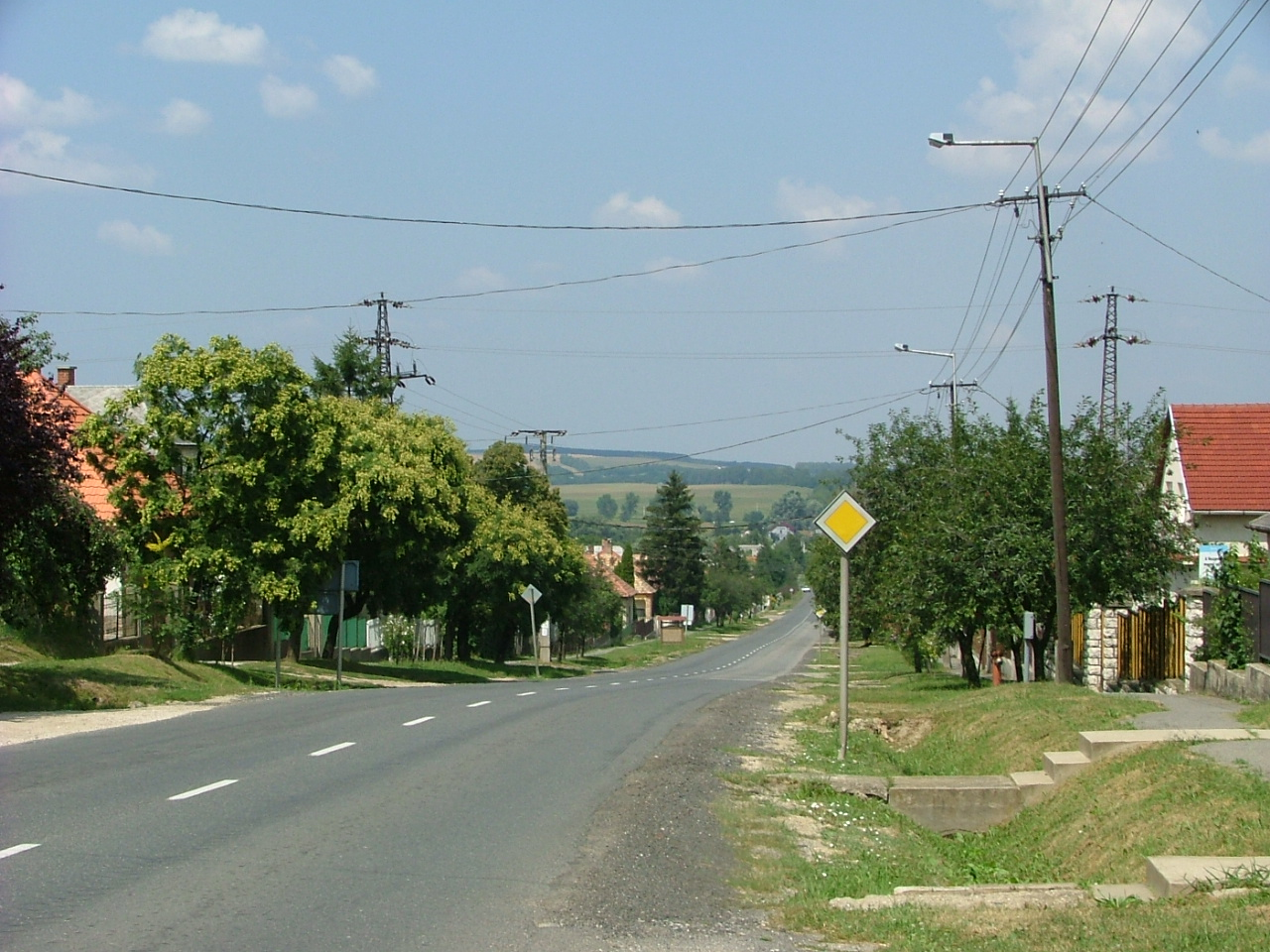
Die Hauptstraße 82 in Veszprémvarsány